# ليستير شامبرز
ليستير شامبرز (بالإنجليزية: Lester Chambers)‏ هو مغني أمريكي، ولد في 13 أبريل 1940 في مسيسيبي في الولايات المتحدة.

## وصلات خارجية
- الموقع الرسمي
- ليستير شامبرز على موقع ميوزك برينز (الإنجليزية)
- ليستير شامبرز على موقع ديسكوغز (الإنجليزية)